# Montgomery Blair

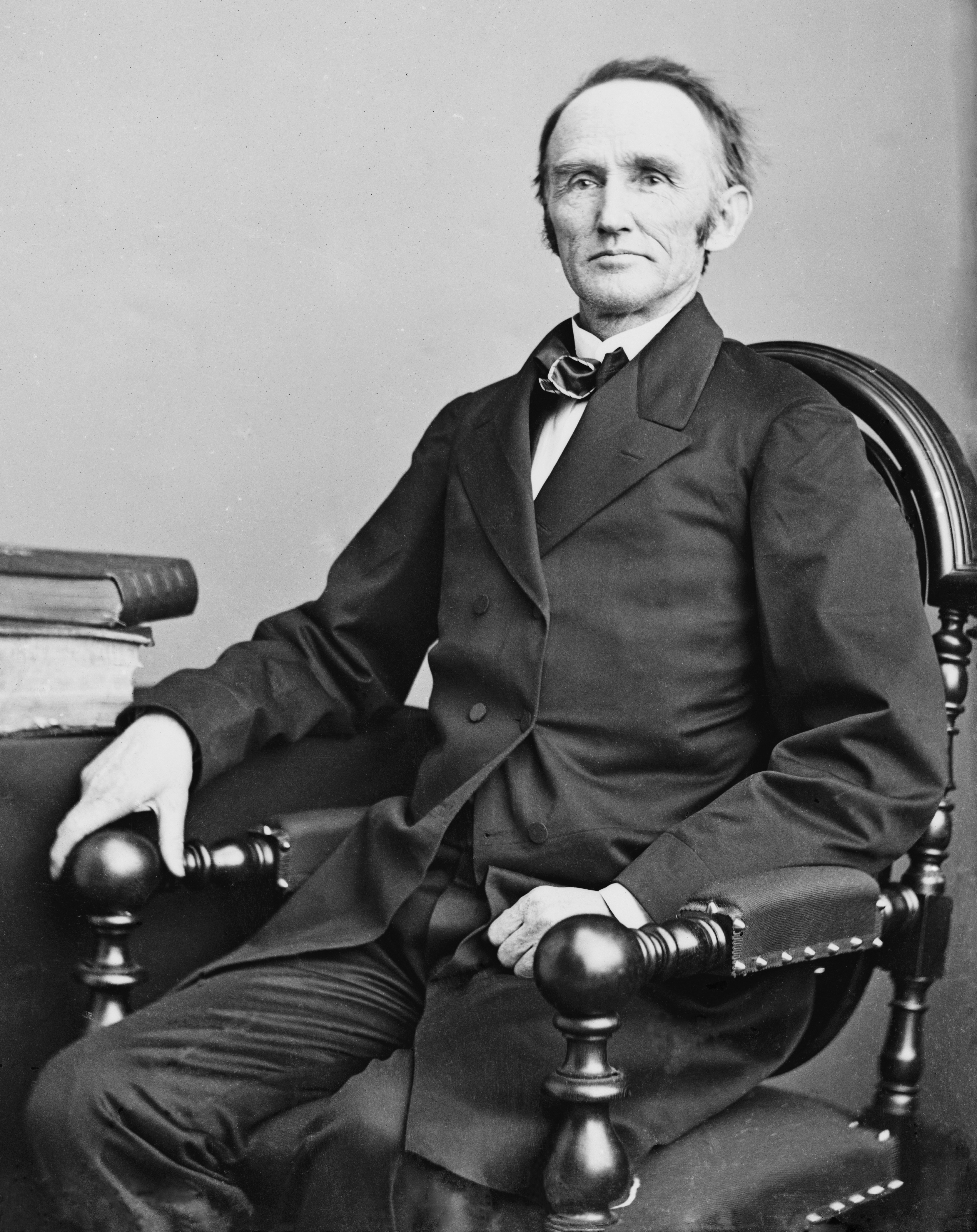
Montgomery Blair

Montgomery Blair (* 10. Mai 1813 im Franklin County, Kentucky; † 27. Juli 1883 in Silver Spring, Maryland) war ein US-amerikanischer Politiker aus dem US-Bundesstaat Maryland. Er war Mitglied des Kabinetts von Abraham Lincoln während des Bürgerkrieges.

## Werdegang
Montgomery Blair, Sohn von Francis Preston Blair, ältester Bruder von Francis Preston Blair, Jr. und Cousin von B. Gratz Brown, wurde am 10. Mai 1813 in Kentucky geboren. Sein Vater war ein Redakteur beim Washington Globe und eine bedeutende Figur in der Demokratischen Partei während der Epoche von Jackson. Montgomery graduierte 1835 an der United States Military Academy. Er kämpfte im Seminolenkrieg und verließ dann die Armee, studierte Jura und begann in St. Louis, Missouri zu praktizieren. Er war zwischen 1839 und 1843 als Bundesstaatsanwalt tätig. Ferner war er zwischen 1834 und 1849 Richter am Court of Common Pleas. Blair zog 1852 nach Maryland, wo er als Jurist vorwiegend am United States Supreme Court praktizierte. Er warzwisch en 1855 und 1858 ein United States Solicitor am Verwaltungsgericht (Court of Claims). Zusammen mit George T. Curtis war er Syndikus für die Klagepartei in dem Verfahren Dred Scott v. Sandford von 1857.
Die Blairs, wie viele andere nationalistische Demokraten, jedoch ungewöhnlich für Politiker der Grenzstaaten, hatten die Demokratische Partei unmittelbar nach dem Kansas-Nebraska Act verlassen und wurden danach die Gründungsväter der neuen Republikanischen Partei. 1860 nahm Montgomery Blair aktiv am Wahlkampf von Abraham Lincoln teil. Nach seiner Wahl zum Präsidenten war er von 1861 bis September 1864 in dessen Kabinett als Postmaster General tätig. Er führte Reformen und Verbesserungen wie die Einrichtung der freien Stadtanlieferung, ein Zahlungsanweisungssystem und den Gebrauch der Eisenbahnpostwaggons durch, letztes war von George B. Armstrong († 1871) aus Chicago empfohlen worden, der von 1869 bis zu seinem Tod der General Superintendent des United States Railway Mail Service war. Als Folge von Anfeindungen seitens der Radical Republican Fraktion, die mit ihm vereinbarten, dass Blairs Rücktritt der Rücknahme von John C. Frémonts Name als Kandidat für die Präsidentschaftskandidatur jenes Jahres folgen sollte, trat er von seinem Posten zurück. 
Wegen Meinungsunterschieden mit der Republikanischen Partei bezüglich der Reconstructionspolitik gab Blair seiner Anhänglichkeit zu der Demokratischen Partei nach dem Amerikanischen Bürgerkrieg nach, zusammen mit seinem Bruder, der in der 1868 für den Posten des demokratischen Vizepräsidenten kandidierte.
Sein Landsitz Falkland im heutigen Silver Spring, Maryland wurde während des Bürgerkriegs durch die konföderierten Truppen abgebrannt. Blair verstarb in Silver Spring. Er war mit Mary Woodbury, Tochter von Levi Woodbury verheiratet. Sie sind die Urgroßeltern des Schauspielers Montgomery Clift.

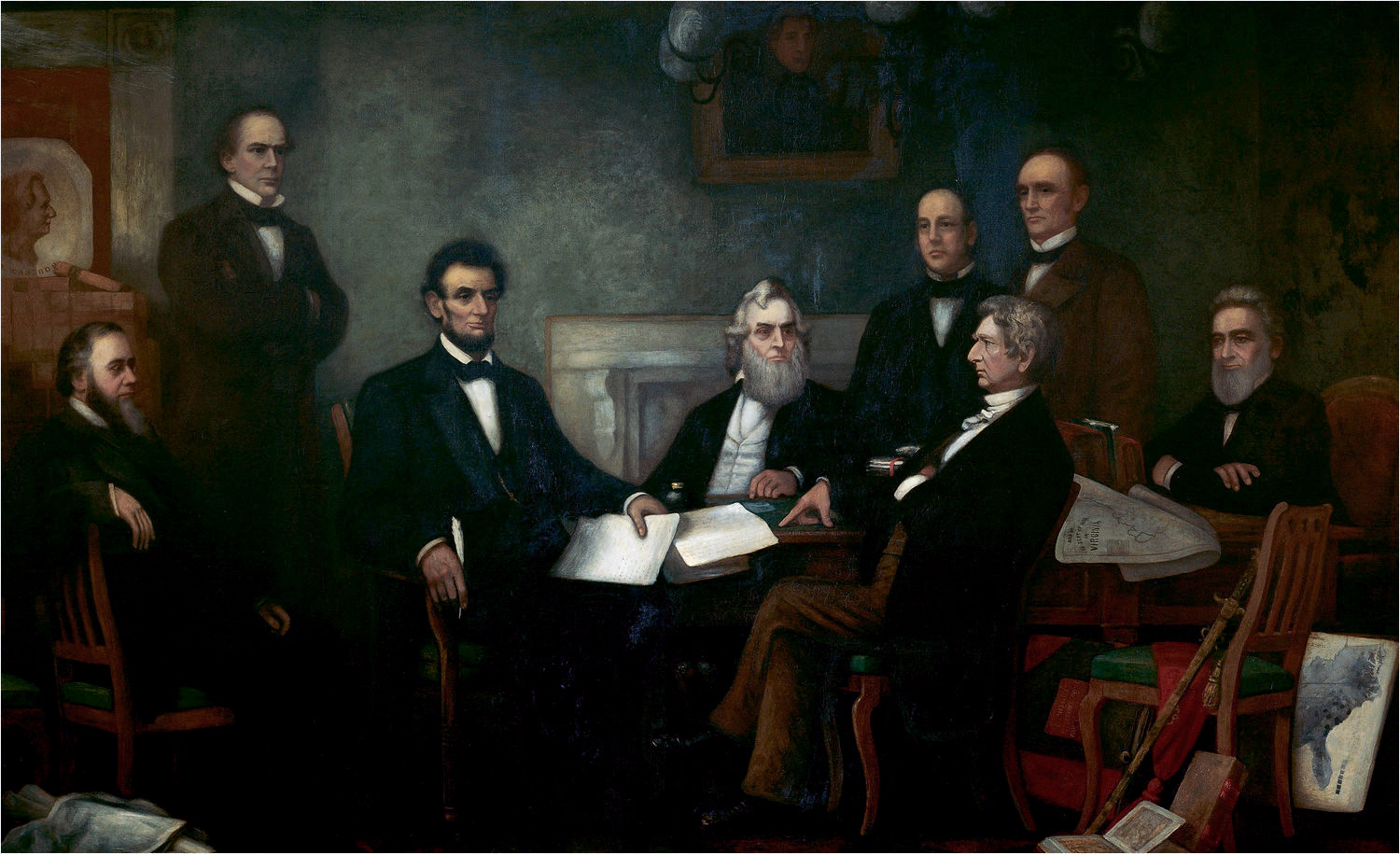
Lincoln abgebildet mit seinem Kabinett bei der ersten Lesung des Emanzipationsentwurfs am 22. Juli 1862

## Arbeiten
- Speech on the Causes of the Rebellion (1864)

## Ehrungen
- Montgomery Blair High School in Silver Spring, Maryland

## Veröffentlichungen
- Croly, Seymour and Blair: Their Lives and Services. Richardson, New York 1868.